# 杨新农
杨新农（1945年3月—），男，汉族，河北阳原人，中华人民共和国政治人物，曾任河北省人大常委会副主任，第八届全国人大代表。